# Wolfgang Jaenicke
Wolfgang Jaenicke (* 17. Oktober 1881 in Breslau; † 5. April 1968 in Lenggries) war ein deutscher Politiker (DStP) und Diplomat.

## Leben und Wirken

### Deutsches Kaiserreich
Wolfgang Jaenicke wurde 1881 als Sohn des damaligen Bürgermeisters der Stadt Breslau Karl Jaenicke und der Bettina Asch (1857–1931) geboren. Seine Mutter stammte aus einer jüdischen Familie. Seine Schwester  Kaete wurde als Sängerin erfolgreich und heiratete den Komponisten Edmund Nick. In seiner Jugend besuchte Jaenicke das Gymnasium in Breslau, wo er 1900 das Abitur ablegte. Anschließend studierte 1900 bis 1904 Rechts- und Staatswissenschaften in Freiburg, Berlin und Breslau. 1904 wurde er Referendar, 1908 Gerichtsassessor und 1909 juristischer Hilfsarbeiter beim Magistrat Berlin-Lichtenberg. 1910 wurde er Magistratsrat in Elbing. Im selben Jahr wurde er Stadtrat in Potsdam.
Nachdem er bereits von 1909 bis 1913 Stadtrat in Zeitz gewesen war, amtierte Jaenicke, der 1910 heiratete, von 1913 bis 1914 als Bürgermeister in Elbing. 1918 wurde er Oberbürgermeister in Zeitz. Im Ersten Weltkrieg wurde er mit dem Eisernen Kreuz beider Klassen und mit dem österreichischen Militärverdienstkreuz III. Klasse mit Schwertern ausgezeichnet.

### Weimarer Republik und Zeit des Nationalsozialismus
1919 wurde Jaenicke zum Regierungspräsidenten von Breslau ernannt. Als die Stadt Breslau am 13. März 1920 von Anhängern der Berliner-Putschregierung um Wolfgang Kapp besetzt wurde, gelang es Jaenicke, sich – anders als der Oberpräsident Philipp und der Polizeipräsident Voigt – der Verhaftung durch die Putschisten zu entziehen, da er sich an diesem Tag außerhalb der Stadt aufhielt. In den folgenden Tagen agierte er gegen die Putschisten und unterhielt Kontakte zu Vertretern der SPD und der Gewerkschaften sowie zu den loyalen Teilen der Breslauer Beamtenschaft. Nach dem Abzug der Putschisten aus Breslau am 17. März konnte Jaenicke sein Amt wieder offiziell aufnehmen. Insgesamt amtierte er noch knapp zehn Jahre lang, bis ins Jahr 1930, als Breslauer Regierungspräsident. Zur Bewältigung der Nachwirren des Kapp-Putsches erhielt Jaenicke 1920 zusätzlich das Amt des Regierungskommissars für den Ausnahmezustand über die Gesamtprovinz Schlesien. Ferner war er von 1919 bis 1926 als Reichs- und Staatskommissar für die Durchführung der Überleistung der gemäß dem Friedensvertrag von Versailles an Polen abzutretenden Gebiete Südposens und Mittelschlesiens zuständig. Hinzu kam das Amt des Staatskommissars für die Breslauer Messe.
In den Jahren 1928/1929 war Jaenicke als Sonderbeauftragter der Reichsregierung in Indien und Burma tätig. Am 7. Juni 1930 wurde Jaenicke Regierungspräsident von Potsdam, außerdem oblag ihm die Verwaltung der Wasserstraßen zwischen Elbe und Oder. 1933 wurde er aus diesem Amt von den Nationalsozialisten entlassen.
Politisch organisiert war Jaenicke in der Weimarer Republik in der Deutschen Staatspartei (DStP). Bei der Reichstagswahl vom September 1930 zog Jaenicke in den Reichstag ein, in dem er bis zur Wahl vom Juli 1932 den Wahlkreis 8 (Liegnitz) als Abgeordneter vertrat.
Ende 1933 wurde Jaenicke auf den diplomatischen Außenposten eines Beraters der chinesischen Nationalregierung für Verwaltungsreformen abgeschoben. In China regte er eine Verkleinerung des Verwaltungsapparates der Provinzhauptstädte und einen verstärkten Einsatz der Beamtenschaft auf Kreisebene an, um so die Verbindung zur Bevölkerung zu stärken. 1936 kehrte er schließlich nach Deutschland zurück.

### Nachkriegszeit
Nach dem Zweiten Weltkrieg wurde Jaenicke Ende 1945 zum Staatskommissar für Flüchtlingswesen in der Bayerischen Landesregierung ernannt, der er als einziger Protestant und Parteiloser angehörte. Seit 1947 führte er den Titel eines Staatssekretärs.
1952 wurde Jaenicke als erster deutscher Botschafter für Pakistan nach Karatschi entsandt. Im März 1954 wurde Jaenicke von Konrad Adenauer zum deutschen Botschafter beim Heiligen Stuhl ernannt, wo er bis 1957 blieb. In seinen letzten Lebensjahren wurde Jaenicke vielfach geehrt. So erhielt er 1953 das Große Verdienstkreuz mit Stern der Bundesrepublik Deutschland, 1959 den Bayerischen Verdienstorden und 1963 die Ehrendoktorwürde (Dr. jur. hc.) der Juristischen Fakultät der Universität zu Köln zum Dr. jur. hc.

## Schriften
- Vergleichstabelle der preußischen Regierungsbezirke, Breslau 1926.
- Vier Jahre Betreuung der Vertriebenen in Bayern 1945–1949, 1950.
- Arbeit schafft Heimat, München 1950.
- La Silésie, une gage de paix, Göttingen 1959.
- Die Bedeutung Schlesiens für Deutschland, Stuttgart 1962.
- Tagebuch während des Kapp-Putsches, in: Herbert Hupka (Hrsg.): Leben in Schlesien, München 1962.
- Das Ringen um die Macht im Fernen Osten. Vorgeschichte des Chinesisch-Japanischen Krieges 1937 auf politischem und wirtschaftlichem Gebiet und die Auswirkungen auf die Gegenwart, Würzburg 1963.
- Denke ich an Schlesien, s.l.e.a. (Neuauflage von Leben in Schlesien)

## Ehrungen
- Großes Verdienstkreuz mit Stern (1953) und Schulterband (1956) der Bundesrepublik Deutschland
- 1959: Bayerischer Verdienstorden
- 1961: Schlesierschild der Landsmannschaft Schlesien
- 1965: Ehrenplakette des Bundes der Vertriebenen